# سیسینیو
سیسرو ژوآئو ده سزار, معروف به سیسینیو, (به پرتغالی: Cicinho); (زاده ۲۴ ژوئن ۱۹۸۰ - پرادوپلیس، ایالت سائوپائولو), بازیکن سابق تیم ملی فوتبال برزیل است.
وی سابقه بازی در تیم‌های مطرحی همچون سائوپائولو، رئال مادرید، آ.اس. رم و ویارئال را دارد.

## افتخارات
سائوپائولو
- Campeonato Paulista: ۲۰۰۵
- جام لیبرتادورس: ۲۰۰۵
- جام باشگاه‌های فوتبال جهان: ۲۰۰۵

رئال مادرید
- لا لیگا: ۲۰۰۶–۰۷

آ. اس. رم
- جام حذفی فوتبال ایتالیا: ۲۰۰۸
- سوپر جام فوتبال ایتالیا: ۲۰۰۷

برزیل
- جام کنفدراسیون‌ها: جام کنفدراسیون‌ها ۲۰۰۵